# Zajączkowo (Łukta)
Zajączkowo (deutsch Falkenstein) ist ein Ort in der polnischen Woiwodschaft Ermland-Masuren. Er  gehört zur Gmina Łukta (Landgemeinde Locken) im Powiat Ostródzki (Kreis Osterode in Ostpreußen).

## Geographische Lage
Zajączkowo liegt westlich der Passarge (polnisch Pasłęka) im Westen der Woiwodschaft Ermland-Masuren, 24 Kilometer nordöstlich der Kreisstadt Ostróda (deutsch Osterode in Ostpreußen).

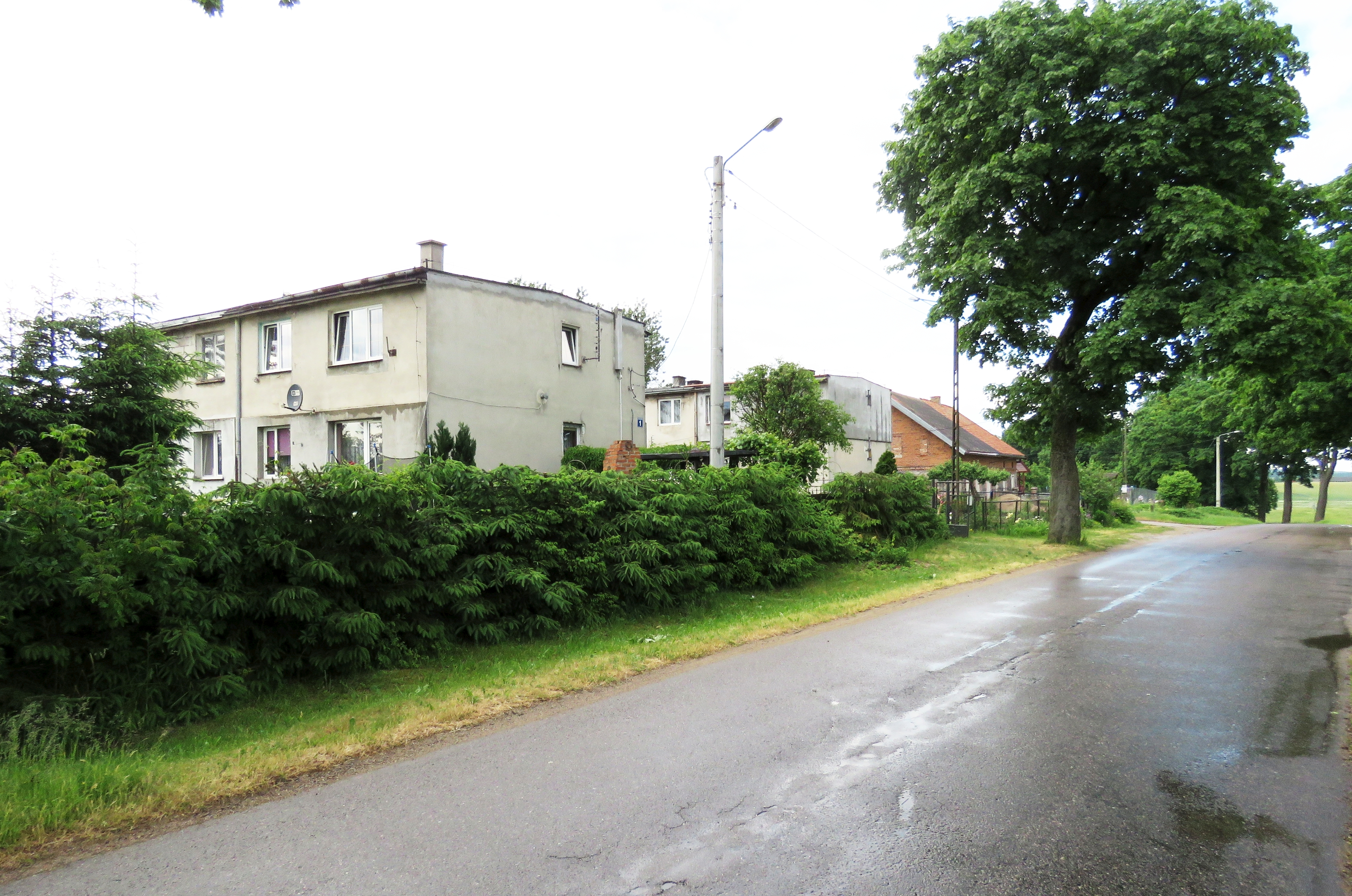
Ortsdurchfahrt Zajączkowo

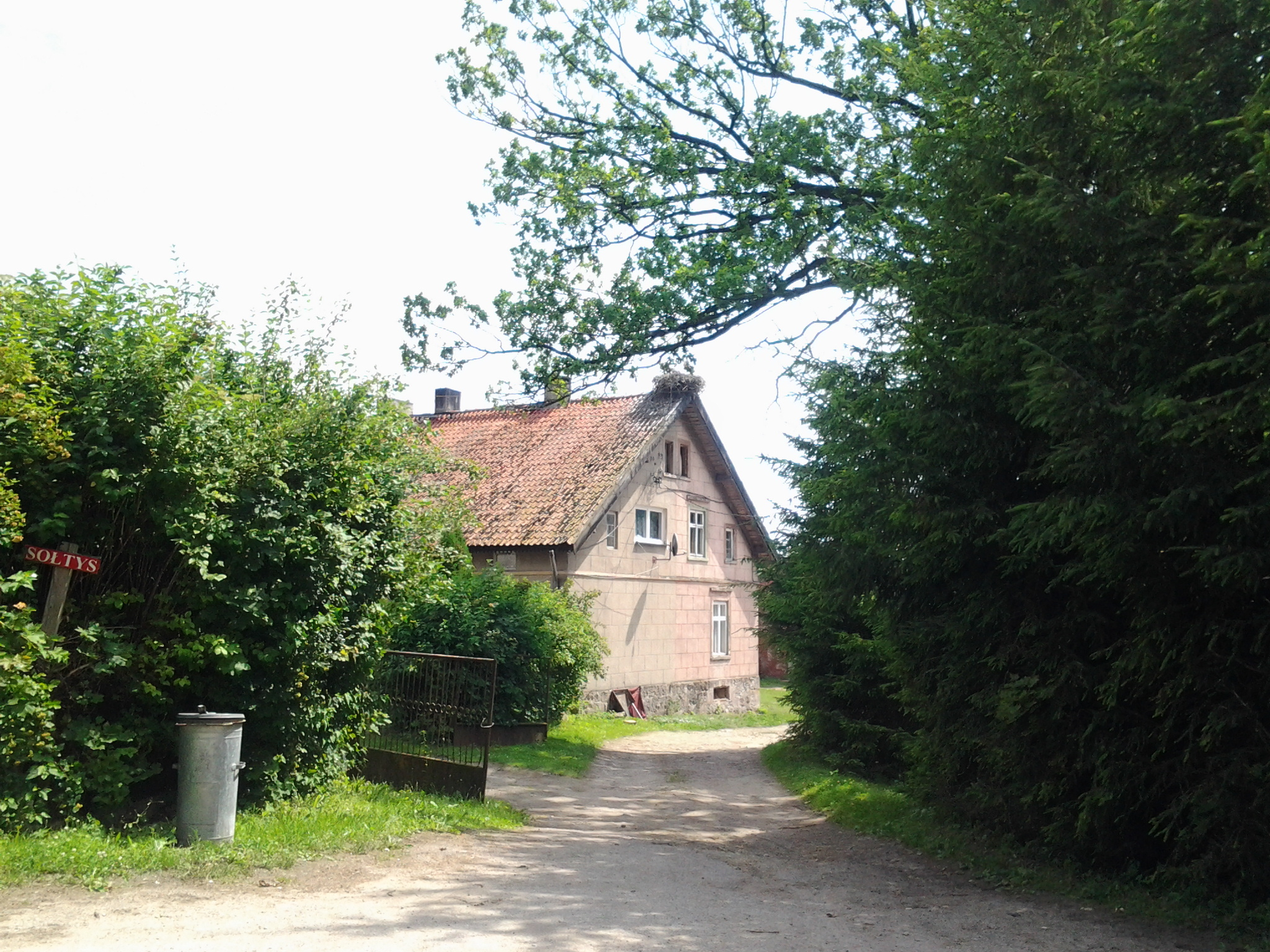
Anwesen mit Storchennest

## Geschichte

### Ortsgeschichte
Erstmals im Jahre 1348 wurde der Gutsort Falkenstein offiziell erwähnt. Am 7. Mai 1874 wurde er Amtsdorf und damit namensgebend für einen Amtsbezirk im Kreis Osterode in Ostpreußen innerhalb des Regierungsbezirks Königsberg (ab 1905: Regierungsbezirk Allenstein) in der preußischen Provinz Ostpreußen. Im Jahre 1910 zählte das Dorf Falkenstein 163 Einwohner.
Am 30. September 1928 schloss sich der Gutsbezirk Falkenstein mit der Landgemeinde Koiden (polnisch Kojdy) zur neuen Landgemeinde Falkenstein zusammen. Koiden war bis 1945 neben Trukeinen (polnisch Trkojany) und Sooben (Sobno) eine Ortschaft Falkensteins. Die Gesamteinwohnerzahl belief sich 1933 auf 183 und 1939 auf 240. Letztere lebten in 54 Haushalten, 189 von ihnen waren in der Land- und Forstwirtschaft, 32 in Industrie und Handwerk sowie 1 in Handel und Verkehr beschäftigt.
In Kriegsfolge kam Falkenstein 1945 mit dem gesamten südlichen Ostpreußen zu Polen. Das Dorf erhielt die polnische Namensform „Zajączkowo“ und ist heute – mit dem Sitz eines Schulzenamtes (polnisch Sołectwo) – eine Ortschaft im Verbund der Landgemeinde Łukta (Locken) im Powiat Ostródzki (Kreis Osterode in Ostpreußen), bis 1998 der Woiwodschaft Olsztyn, seither der Woiwodschaft Ermland-Masuren zugehörig.

### Amtsbezirk Falkenstein (1874–1945)
In der Zeit seines Bestehens gehörten zum Amtsbezirk Falkenstein zwei Kommunen:
| Deutscher Name | Polnischer Name |
| -------------- | --------------- |
| Falkenstein    | Zajączkowo      |
| Gallinden      | Ględy           |

## Kirche
Bis 1945 war Falkenstein in die evangelische Kirche Locken in der Kirchenprovinz Ostpreußen der Kirche der Altpreußischen Union, außerdem in die römisch-katholische Kirche Neu Kockendorf (polnisch Nowe Kawkowo) eingepfarrt.
Heute gehört Zajączkowo katholischerseits zur Kirche in Nowe Kawkowo im Erzbistum Ermland, sowie zur evangelischen Kirche Łęguty (Langgut), einer Filialkirche von Ostróda in der Diözese Masuren der Evangelisch-Augsburgischen Kirche in Polen.

## Verkehr
Zajączkowo liegt an der Woiwodschaftsstraße 530, die die beiden Städte Ostróda und Dobre Miasto (Guttstadt) miteinander verbindet. Eine Anbindung an den Bahnverkehr besteht nicht.